# Edith Grossman
Edith Grossman, all'anagrafe Edith Marion Dorph (Filadelfia, 22 marzo 1936 – New York, 4 settembre 2023) è stata una traduttrice statunitense.

## Biografia
Nata e cresciuta a Filadelfia, Edith Grossman conseguì la laurea triennale e magistrale all'Università della Pennsylvania e il dottorato di ricerca all'Università di New York.
Iniziò a tradurre dallo spagnolo nel 1972 e da allora si affermò come una delle maggiori traduttrici da quella lingua nel mondo anglofono. Particolarmente acclamata fula sua traduzione del Don Chisciotte nel 2003, che le valse le lodi di Carlos Fuentes e Harold Bloom. Tra il 1996 e il 2005 tradusse in inglese gran parte dei romanzi di Gabriel García Márquez, con grandi apprezzamenti dello stesso autore; tra i sette romanzi tradotti si ricordano L'amore ai tempi del colera (1988), Dell'amore e di altri demoni (1995) e Memoria delle mie puttane tristi (2005). Inoltre tradusse opere di Ariel Dorfman, Alvaro Mutis e Juana Inés de la Cruz. Nel 2016 re Filippo VI di Spagna le conferì il rango di Ufficiale dell'Ordine al Merito Civile per il suo contributo alla divulgazione della letteratura spagnola.
È morta nel 2023 all'età di 87 anni, a causa di un tumore del pancreas.

## Vita privata
Fu sposata con Norman Grossman dal 1965 al 1984 e, prima di divorziare, la coppia ebbe due figli.